# Гуапорема
Гуапорема (порт. Guaporema) — муниципалитет в Бразилии, входит в штат Парана. Составная часть мезорегиона Северо-запад штата Парана. Входит в экономико-статистический микрорегион Сианорти. Население составляет 2210 человек на 2006 год. Занимает площадь 200,188 км². Плотность населения — 11,0 чел./км².

## История
Город основан 25 января 1961 года.

## Статистика
- Валовой внутренний продукт на 2003 год составляет 22 769 709,00 реалов (данные: Бразильский институт географии и статистики).
- Валовой внутренний продукт на душу населения на 2003 год составляет 10 228,98 реалов (данные: Бразильский институт географии и статистики).
- Индекс развития человеческого потенциала на 2000 год составляет 0,725 (данные: Программа развития ООН).